# Leandra velutina
Leandra velutina är en tvåhjärtbladig växtart som först beskrevs av Gardn., och fick sitt nu gällande namn av Célestin Alfred Cogniaux. Leandra velutina ingår i släktet Leandra och familjen Melastomataceae. Inga underarter finns listade i Catalogue of Life.